# Трим
Вижте пояснителната страница за други значения на Трим.
Трим (на английски: Trim; на ирландски: Baile Átha Troim) е град в североизточната част на Ирландия. Намира се в графство Мийт на провинция Ленстър на 14 km югозападно от административния център на графството град Наван. Разположен е около река Бойн. Обект на туризъм са руините на замъка „Дъ Лейсис Касъл“ (de Lacy's Castle). Имал е жп гара от 26 април 1864 г. до 1 септември 1954 г. Населението му е 1375, а с прилежащите му околности 6870 жители от преброяването през 2006 г. 

## Побратимени градове
- Етрепани, Франция